# Francesco Maria Veracini
Pour les articles homonymes, voir Veracini (famille).
Francesco Maria Veracini (né le 1er février 1690 à Florence et mort dans la même ville le 31 octobre 1768) est un violoniste et compositeur italien de musique baroque.

## Biographie
Son père était pharmacien. Lui-même apprit à jouer du violon auprès de son oncle Antonio Veracini en compagnie duquel il se produisit dans beaucoup de concerts. En 1711, il composa, pour les fêtes du couronnement de l'empereur Charles VI un concerto de violon avec accompagnement de hautbois, trompettes et cordes. Celui-ci fut interprété dans l'église dei Frari. Le jeune Giuseppe Tartini entendit jouer Veracini, pour la première fois, en 1712 et en fut très impressionné.
En 1714, Veracini était à Londres en tant que violoniste au Queen's Theater et y jouait des interludes. Reparti pour Venise, il se produisit en 1719 dans plusieurs concerts avec une telle habileté et un tel succès que Tartini, convaincu qu'il ne pouvait rivaliser avec lui, se retira à Ancône pour se consacrer à de nouvelles études.
Il se rendit à Dresde en 1720 et y obtint le titre de compositeur et virtuose du roi de Pologne. Son orgueil, cependant, qui semble avoir été aussi grand que son talent, fut l’occasion de conflits fréquents avec compositeurs et violonistes, en particulier avec Pisendel. Ces heurts furent la cause que, dans un accès de rage (13 août 1722), Veracini se jeta du haut d’une fenêtre se rompant une jambe. Cet incident le laissa boiteux. Il quitta alors Dresde pour Prague où il entra au service du comte Kinsky. Après un long séjour en Bohème, il alla en Angleterre donner des concerts, sans toutefois remporter les mêmes succès qu’autrefois (1730). Il y composa plusieurs opéras parmi lesquels Adriano in Siria, La Clemenza di Tito et Rosalinda (ce dernier en 1738). Les Anglais considéraient cependant que son style était démodé et les comparaisons avec Francesco Geminiani ne jouèrent pas en sa faveur. Sur le chemin du retour, son bateau fit naufrage dans la Manche, mais il fut sauvé. Il retourna définitivement à Florence, s'y établit comme maître de chapelle de plusieurs églises et se consacra à la musique religieuse. Pendant cette période, il se fit une réputation d'esprit lunatique et on le surnomma « tête folle ». Le violoniste, orgueilleux et excentrique, nommait « Pierre » et « Paul » ses deux violons du célèbre luthier Jakobus Stainer. Durant les dernières années de sa vie, il se produisit fréquemment comme violoniste et chef d'orchestre.

## Œuvres

### Opéras
- Adriano in Siria (1735)
- La clemencia de Tito (1737)
- Partenio (1738)
- Roselinda (1744)

### Musiques religieuses

#### Oratorios
- Sara in Egitto (1708)
- Il Trionfo dell'innocenza patrocinata da San Niccolò (1711)
- L'Empietà distrutta nella caduta di Gerico (1715)
- Mosè al Mar Rosso (1715)
- La Caduta del savio nell'idolatria di Salomone (1720)

#### Autres musiques religieuses
- Missa, en l'honneur d'un nouveau nonce apostolique (1711)
- Te Deum, en l'honneur du pape Clément XII (1739)
- Piangete al pianto mio (1739)
- L’errore di Salomone (1744)
- Ut relevet miserum, canon vocal

### Musiques instrumentales
- Concerto per violino e 8 strumenti en ré majeur (1711)
- 12 sonates pour flûte à bec et basse continue (1716)
- 12 sonates pour violon opus 1 (1721)
- 12 sonates pour violon opus 2 « accademiche » (1744)
- 12 sonates pour violon (Dissertazioni del Sigr. Francesco Veracini sopra l’opera quinta del Corelli - Improvisations sur des thèmes de l'opus 5 d'Arcangelo Corelli.)
- Plusieurs concertos pour violon
- 6 ouvertures (dédiées au prince Friedrich August)
- 8 sonates pour violon et basse continue

### Autres compositions
- 6 Arie per soprano

### Écrit
- Il trionfo dellea pratica musicale, un traité du contrepoint

## Hommages
L'astéroïde (10875) Veracini est nommé en son honneur.